# دیرک گریزر
دیرک گریزر (انگلیسی: Dirk Greiser؛ زادهٔ ۲۴ فوریهٔ ۱۹۶۳) بازیکن فوتبال اهل آلمان است.
از باشگاه‌هایی که در آن بازی کرده‌است می‌توان به باشگاه فوتبال هرتابرلین اشاره کرد.